# It Takes Two (Soulsister)
It Takes Two is het debuutalbum van de Belgische band Leyers, Michiels & Soulsister.

## Tracklist
1. The Way to Your Heart (single version)
2. Like a Mountain
3. Under Fire
4. Weak Like a Baby
5. Sweet Love
6. Whose Party Is It Anyway?
7. Car
8. You Got to Me
9. Blame You
10. Downtown
11. Talk about It
12. Bye Bye

## Meewerkende muzikanten
- Muzikanten:
  - Beverly Jo Scott (achtergrondzang)
  - Billy Overloop (percussie, saxofoon)
  - Jan Cuyvers (drums)
  - Jan Leyers (gitaar, zang)
  - Marc Van Puyenbroeck (basgitaar)
  - Paul Michiels (keyboards, zang)
  - Paul Poelmans (keyboards)